# Trevor Daley
Trevor Daley (né le 9 octobre 1983 à Toronto au Canada) est un joueur professionnel canadien de hockey sur glace de la Ligue nationale de hockey évoluant avec les Red Wings de Détroit au poste de défenseur.

## Carrière
En 1999, Trevor Daley rejoint les Greyhounds de Sault Ste. Marie de la Ligue de hockey de l'Ontario et au bout de deux saisons, il est repêché au deuxième tour, 43e rang par les Stars de Dallas au repêchage d'entrée de 2002 dans la Ligue nationale de hockey. La saison suivant son repêchage, il joue sa quatrième et dernière saison avec les Greyhounds alors nommé capitaine.
En mars 2003, il est victime de propos racistes de la part de son entraîneur John Vanbiesbrouck. Ces propos entraînent le départ de Daley. Quelques jours plus tard, Vanbiesbrouck présente ses excuses à la LHO et démissionne de son poste d'entraîneur-chef et directeur général et Daley revient jouer avec les Greyhounds.
À sa première saison professionnelle en 2003-2004, il commence la saison avec les Grizzlies de l'Utah, franchise affilié aux Stars de Dallas dans la Ligue américaine de hockey. Rappelé par les Stars vers la fin octobre, il joue son premier match dans la LNH le 25 octobre 2003 contre les Blue Jackets de Columbus. Le 12 novembre, il inscrit son premier point (une aide) contre les Red Wings de Détroit puis son premier but le 10 décembre contre les Coyotes de Phoenix. Il partage sa saison dans la LNH et la LAH jouant 40 matchs avec les Grizzlies et 25 avec les Stars.
En 2004-2005, les activités de la LNH sont paralysés en raison d'un lock-out et Daley joue toute la saison dans la LAH ; il joue avec les Bulldogs de Hamilton, nouvelle franchise affilié avec les Stars. Il obtient 34 points sur les 78 parties jouées. La saison suivante, il joue sa première saison complète avec les Stars ne manquant qu'un seul match sur les 82 matchs de la saison régulière.
Le 28 mai 2008, il signe un contrat de trois ans puis le 29 décembre 2010, un contrat de six ans. Le 8 octobre 2011 contre les Blackhawks de Chicago, il joue le 500e match de sa carrière.
Le 10 juillet 2015, il est échangé avec Ryan Garbutt aux Blackhawks de Chicago contre Stephen Johns et Patrick Sharp.
Le 14 décembre 2015, Daley est échangé aux Penguins de Pittsburgh en retour de Rob Scuderi.

## Statistiques

### En club
| Saison     | Équipe                         | Ligue      |       | Saison régulière | Saison régulière | Saison régulière | Saison régulière | Saison régulière |   | Séries éliminatoires | Séries éliminatoires | Séries éliminatoires | Séries éliminatoires | Séries éliminatoires |
| Saison     | Équipe                         | Ligue      | PJ    | B                | A                | Pts              | Pun              | PJ               | B | A                    | Pts                  | Pun                  |                      |                      |
| 1999-2000  | Greyhounds de Sault Ste. Marie | LHO        | 54    | 16               | 30               | 46               | 77               | 15               | 3 | 7                    | 10                   | 12                   |                      |                      |
| 2000-2001  | Greyhounds de Sault Ste. Marie | LHO        | 58    | 14               | 27               | 41               | 105              | -                | - | -                    | -                    | -                    |                      |                      |
| 2001-2002  | Greyhounds de Sault Ste. Marie | LHO        | 47    | 9                | 39               | 48               | 38               | 6                | 2 | 2                    | 4                    | 4                    |                      |                      |
| 2002-2003  | Greyhounds de Sault Ste. Marie | LHO        | 57    | 20               | 33               | 53               | 128              | 1                | 0 | 0                    | 0                    | 2                    |                      |                      |
| 2003-2004  | Grizzlies de l'Utah            | LAH        | 40    | 8                | 6                | 14               | 76               | -                | - | -                    | -                    | -                    |                      |                      |
| 2003-2004  | Stars de Dallas                | LNH        | 27    | 1                | 5                | 6                | 14               | 1                | 0 | 0                    | 0                    | 0                    |                      |                      |
| 2004-2005  | Bulldogs de Hamilton           | LAH        | 78    | 7                | 27               | 34               | 109              | 4                | 0 | 1                    | 1                    | 2                    |                      |                      |
| 2005-2006  | Stars de Dallas                | LNH        | 81    | 3                | 11               | 14               | 87               | 3                | 0 | 0                    | 0                    | 0                    |                      |                      |
| 2006-2007  | Stars de Dallas                | LNH        | 74    | 4                | 8                | 12               | 63               | 7                | 1 | 0                    | 1                    | 4                    |                      |                      |
| 2007-2008  | Stars de Dallas                | LNH        | 82    | 5                | 19               | 24               | 85               | 18               | 1 | 0                    | 1                    | 20                   |                      |                      |
| 2008-2009  | Stars de Dallas                | LNH        | 75    | 7                | 18               | 25               | 73               | -                | - | -                    | -                    | -                    |                      |                      |
| 2009-2010  | Stars de Dallas                | LNH        | 77    | 6                | 16               | 22               | 25               | -                | - | -                    | -                    | -                    |                      |                      |
| 2010-2011  | Stars de Dallas                | LNH        | 82    | 8                | 19               | 27               | 34               | -                | - | -                    | -                    | -                    |                      |                      |
| 2011-2012  | Stars de Dallas                | LNH        | 79    | 4                | 21               | 25               | 42               | -                | - | -                    | -                    | -                    |                      |                      |
| 2012-2013  | Stars de Dallas                | LNH        | 44    | 4                | 9                | 13               | 14               | -                | - | -                    | -                    | -                    |                      |                      |
| 2013-2014  | Stars de Dallas                | LNH        | 67    | 9                | 16               | 25               | 38               | 6                | 2 | 3                    | 5                    | 16                   |                      |                      |
| 2014-2015  | Stars de Dallas                | LNH        | 68    | 16               | 22               | 38               | 34               | -                | - | -                    | -                    | -                    |                      |                      |
| 2015-2016  | Blackhawks de Chicago          | LNH        | 28    | 0                | 5                | 5                | 6                | -                | - | -                    | -                    | -                    |                      |                      |
| 2015-2016  | Penguins de Pittsburgh         | LNH        | 53    | 6                | 16               | 22               | 26               | 15               | 1 | 5                    | 6                    | 10                   |                      |                      |
| 2016-2017  | Penguins de Pittsburgh         | LNH        | 56    | 5                | 14               | 19               | 37               | 21               | 1 | 4                    | 5                    | 24                   |                      |                      |
| 2017-2018  | Red Wings de Détroit           | LNH        | 77    | 9                | 7                | 16               | 36               | -                | - | -                    | -                    | -                    |                      |                      |
| 2018-2019  | Red Wings de Détroit           | LNH        | 44    | 2                | 6                | 8                | 12               | -                | - | -                    | -                    | -                    |                      |                      |
| 2019-2020  | Red Wings de Détroit           | LNH        | 43    | 0                | 7                | 7                | 20               | -                | - | -                    | -                    | -                    |                      |                      |
| Totaux LNH | Totaux LNH                     | Totaux LNH | 1 058 | 89               | 220              | 309              | 648              | 71               | 6 | 12                   | 18                   | 74                   |                      |                      |

### Carrière internationale
Trevor Daley représente l'équipe du Canada.
| Année | Évènement            |   | PJ | B | A | Pts | Pun      |  | Résultat |
| 2006  | Championnat du monde | 7 | 0  | 1 | 1 | 10  | 4e place |  |          |